# Kana
Pour les articles homonymes, voir Kana (homonymie).
 (septembre 2014).
Si vous disposez d'ouvrages ou d'articles de référence ou si vous connaissez des sites web de qualité traitant du thème abordé ici, merci de compléter l'article en donnant les références utiles à sa vérifiabilité et en les liant à la section « Notes et références ».
 (septembre 2014).
- Si vous ne connaissez pas le sujet, laissez ce bandeau (vous pouvez alors contacter les auteurs).
- Si vous supprimez le contenu mis en cause (vous pouvez préalablement contacter les auteurs),

argumentez précisément cette suppression dans la page de discussion
(un manque de référence n'est pas un argument ; une recherche réelle de référence doit avoir été effectuée, être formellement documentée).
Les kanas (仮名, kana, le mot kana devient souvent le suffixe -gana dans un mot composé) sont des caractères de l’écriture japonaise qui notent chacun une more (unité de rythme différente de la syllabe). Ils ne sont donc pas similaires aux lettres de l’alphabet latin qui, elles, notent théoriquement des phonèmes. Les kanas s’utilisent conjointement aux kanjis (les caractères d'origine chinoise). Ils permettent de noter phonétiquement la langue, ce qui n’est pas en usage avec les kanjis — sauf dans le cas des ateji.

## Histoire
Les kana sont une simplification de kanji déjà existants. Ainsi, あ /a/ est issu de 安 /an/.
Les kana ont été standardisés en 1900 afin de les unifier et ainsi d'éviter la dispersion liée aux usages régionaux. Une réforme a été effectuée après la défaite du Japon à la fin de la Seconde Guerre mondiale, en 1946, afin d’améliorer la compréhension de la lecture.

## Description
Il existe deux types principaux de kana en japonais moderne :
- les hiraganas, pour l'écriture des morphèmes grammaticaux et pour l'écriture (ou la transcription) de certains mots japonais ;
- les katakanas, pour la transcription des termes étrangers et d’un grand nombre d’emprunts lexicaux non chinois.

Les kanas peuvent être utilisés pour aider à la lecture de kanjis : on les appelle alors furigana.
Les kanas, bien que visuellement différents des kanjis (consulter l’article sur l’extension géographique et linguistique des sinogrammes pour un exemple en image), proviennent bien, comme le bopomofo, de simplifications du tracé de quelques sinogrammes appelés man'yōgana (simplifications qui n'ont rien à voir avec celle des caractères dits « simplifiés », qu’ils soient chinois ou japonais).
Ils ont conservé de cette origine une caractéristique importante : ils se tracent eux aussi dans un carré virtuel de format invariant (voir Composition d'un sinogramme pour plus de détails).

## Tableau

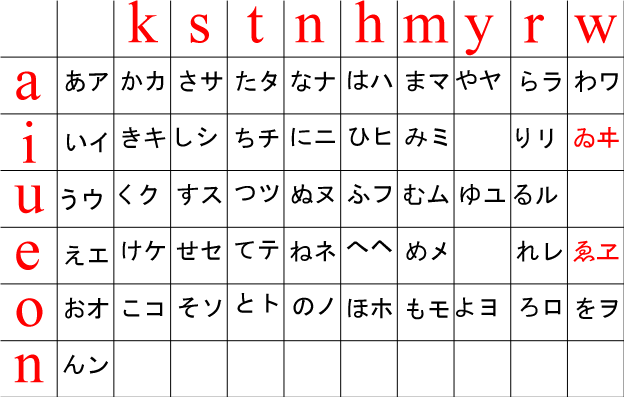
Autre représentation possible (simplifiée).

Chaque case contient à gauche le hiragana (écriture syllabique cursive) et à droite le katakana (écriture syllabique « carrée », principalement pour les emprunts, transcriptions étrangères et toponymes), et au-dessus la romanisation rōmaji selon la méthode Hepburn. Pour connaître la prononciation, croiser la colonne de la voyelle avec la ligne de la consonne : par exemple, ka s'écrit [か] en hiragana.
| Voyelles d’allongement   |        | ‹-a›    | ‹-a›    |        | ‹-i›     | ‹-i›     |          |          |          |          |          |          |    | ‹-u›      | ‹-u›      |    | ‹-e›    | ‹-e›    |  | ‹-o›    | ‹-o›    |
| Voyelles d’allongement   | 〈ぁ〉 | 〈ァ〉  | 〈ぃ〉  | 〈ィ〉 | 〈ぅ〉   | 〈ゥ〉   | 〈ぇ〉   | 〈ェ〉   | 〈ぉ〉   | 〈ォ〉   |          |          |    |           |           |    |         |         |  |         |         |
| Voyelles initiales       | a      | a       | i       | i      |          |          |          |          |          |          | u / ‹w-› | u / ‹w-› | e  | e         | o         | o  |         |         |  |         |         |
| Voyelles initiales       | あ     | ア      | い      | イ     | う       | ウ       | え       | エ       | お       | オ       |          |          |    |           |           |    |         |         |  |         |         |
|                          |        |         |         |        |          |          |          |          |          |          |          |          |    |           |           |    |         |         |  |         |         |
| Syllabes consonnantiques |        | ka      | ka      |        | ki       | ki       | kya      | kya      | kyu      | kyu      | kyo      | kyo      |    | ku        | ku        |    | ke      | ke      |  | ko      | ko      |
| Syllabes consonnantiques | か     | カ      | き      | キ     | きゃ     | キャ     | きゅ     | キュ     | きょ     | キョ     | く       | ク       | け | ケ        | こ        | コ |         |         |  |         |         |
| Syllabes consonnantiques | ga     | ga      | gi      | gi     | gya      | gya      | gyu      | gyu      | gyo      | gyo      | gu       | gu       | ge | ge        | go        | go |         |         |  |         |         |
| Syllabes consonnantiques | が     | ガ      | ぎ      | ギ     | ぎゃ     | ギャ     | ぎゅ     | ギュ     | ぎょ     | ギョ     | ぐ       | グ       | げ | ゲ        | ご        | ゴ |         |         |  |         |         |
| Syllabes consonnantiques |        |         |         |        |          |          |          |          |          |          |          |          |    |           |           |    |         |         |  |         |         |
| Syllabes consonnantiques |        | sa      | sa      |        | shi      | shi      | sha      | sha      | shu      | shu      | sho      | sho      |    | su        | su        |    | se      | se      |  | so      | so      |
| Syllabes consonnantiques | さ     | サ      | し      | シ     | しゃ     | シャ     | しゅ     | シュ     | しょ     | ショ     | す       | ス       | せ | セ        | そ        | ソ |         |         |  |         |         |
| Syllabes consonnantiques | za     | za      | ji      | ji     | ja       | ja       | ju       | ju       | jo       | jo       | zu       | zu       | ze | ze        | zo        | zo |         |         |  |         |         |
| Syllabes consonnantiques | ざ     | ザ      | じ      | ジ     | じゃ     | ジャ     | じゅ     | ジュ     | じょ     | ジョ     | ず       | ズ       | ぜ | ゼ        | ぞ        | ゾ |         |         |  |         |         |
| Syllabes consonnantiques |        |         |         |        |          |          |          |          |          |          |          |          |    |           |           |    |         |         |  |         |         |
| Syllabes consonnantiques |        | ta      | ta      |        | chi      | chi      | cha      | cha      | chu      | chu      | cho      | cho      |    | tsu       | tsu       |    | te      | te      |  | to      | to      |
| Syllabes consonnantiques | た     | タ      | ち      | チ     | ちゃ     | チャ     | ちゅ     | チュ     | ちょ     | チョ     | つ       | ツ       | て | テ        | と        | ト |         |         |  |         |         |
| Syllabes consonnantiques | da     | da      | ji      | ji     | ‹ja›     | ‹ja›     | ‹ju›     | ‹ju›     | ‹jo›     | ‹jo›     | zu       | zu       | de | de        | do        | do |         |         |  |         |         |
| Syllabes consonnantiques | だ     | ダ      | ぢ      | ヂ     | 〈ぢゃ〉 | 〈ヂャ〉 | 〈ぢゅ〉 | 〈ヂュ〉 | 〈ぢょ〉 | 〈ヂョ〉 | づ       | ヅ       | で | デ        | ど        | ド |         |         |  |         |         |
| Syllabes consonnantiques |        |         |         |        |          |          |          |          |          |          |          |          |    |           |           |    |         |         |  |         |         |
| Syllabes consonnantiques |        | na      | na      |        | ni       | ni       | nya      | nya      | nyu      | nyu      | nyo      | nyo      |    | nu        | nu        |    | ne      | ne      |  | no      | no      |
| Syllabes consonnantiques | な     | ナ      | に      | ニ     | にゃ     | ニャ     | にゅ     | ニュ     | にょ     | ニョ     | ぬ       | ヌ       | ね | ネ        | の        | ノ |         |         |  |         |         |
| Syllabes consonnantiques |        |         |         |        |          |          |          |          |          |          |          |          |    |           |           |    |         |         |  |         |         |
| Syllabes consonnantiques |        | ha / a- | ha / a- |        | hi       | hi       | hya      | hya      | hyu      | hyu      | hyo      | hyo      |    | fu        | fu        |    | he / e- | he / e- |  | ho / o- | ho / o- |
| Syllabes consonnantiques | は     | ハ      | ひ      | ヒ     | ひゃ     | ヒャ     | ひゅ     | ヒュ     | ひょ     | ヒョ     | ふ       | フ       | へ | ヘ        | ほ        | ホ |         |         |  |         |         |
| Syllabes consonnantiques | ba     | ba      | bi      | bi     | bya      | bya      | byu      | byu      | byo      | byo      | bu       | bu       | be | be        | bo        | bo |         |         |  |         |         |
| Syllabes consonnantiques | ば     | バ      | び      | ビ     | びゃ     | ビャ     | びゅ     | ビュ     | びょ     | ビョ     | ぶ       | ブ       | べ | ベ        | ぼ        | ボ |         |         |  |         |         |
| Syllabes consonnantiques | pa     | pa      | pi      | pi     | pya      | pya      | pyu      | pyu      | pyo      | pyo      | pu       | pu       | pe | pe        | po        | po |         |         |  |         |         |
| Syllabes consonnantiques | ぱ     | パ      | ぴ      | ピ     | ぴゃ     | ピャ     | ぴゅ     | ピュ     | ぴょ     | ピョ     | ぷ       | プ       | ぺ | ペ        | ぽ        | ポ |         |         |  |         |         |
| Syllabes consonnantiques |        |         |         |        |          |          |          |          |          |          |          |          |    |           |           |    |         |         |  |         |         |
| Syllabes consonnantiques |        | ma      | ma      |        | mi       | mi       | mya      | mya      | myu      | myu      | myo      | myo      |    | mu / ‹-n› | mu / ‹-n› |    | me      | me      |  | mo      | mo      |
| Syllabes consonnantiques | ま     | マ      | み      | ミ     | みゃ     | ミャ     | みゅ     | ミュ     | みょ     | ミョ     | む       | ム       | め | メ        | も        | モ |         |         |  |         |         |
| Syllabes consonnantiques |        |         |         |        |          |          |          |          |          |          |          |          |    |           |           |    |         |         |  |         |         |
| Syllabes consonnantiques |        | »»»     | »»»     |        | *        | *        | -ya      | -ya      | -yu      | -yu      | -yo      | -yo      |    | «««       | «««       |    | *       | *       |  | «««     | «««     |
| Syllabes consonnantiques | ゃ     | »»»     | »»»     | ャ     | *        | *        | ゅ       | ュ       | ょ       | ョ       |          |          |    | «««       | «««       |    | *       | *       |  | «««     | «««     |
| Syllabes consonnantiques | ya     | ya      | »»»     | yu     | yu       | *        | yo       | yo       |          |          |          |          |    | «««       | «««       |    | *       | *       |  | «««     | «««     |
| Syllabes consonnantiques | や     | »»»     | »»»     | ヤ     | *        | *        | ゆ       | ユ       | よ       | ヨ       |          |          |    | «««       | «««       |    | *       | *       |  | «««     | «««     |
| Syllabes consonnantiques |        |         |         |        |          |          |          |          |          |          |          |          |    |           |           |    |         |         |  |         |         |
| Syllabes consonnantiques |        | ra      | ra      |        | ri       | ri       | rya      | rya      | ryu      | ryu      | ryo      | ryo      |    | ru        | ru        |    | re      | re      |  | ro      | ro      |
| Syllabes consonnantiques | ら     | ラ      | り      | リ     | りゃ     | リャ     | りゅ     | リュ     | りょ     | リョ     | る       | ル       | れ | レ        | ろ        | ロ |         |         |  |         |         |
| Syllabes consonnantiques |        |         |         |        |          |          |          |          |          |          |          |          |    |           |           |    |         |         |  |         |         |
| Syllabes consonnantiques |        | wa      | wa      |        | (wi)     | (wi)     |          |          |          |          |          |          |    | *         | *         |    | (we)    | (we)    |  | wo / o- | wo / o- |
| Syllabes consonnantiques | わ     | ワ      | (ゐ)    | (ヰ)   | (ゑ)     | (ヱ)     | を       | ヲ       |          |          |          |          |    | *         | *         |    |         |         |  |         |         |
| Syllabes consonnantiques |        |         |         |        |          |          |          |          |          |          |          |          |    |           |           |    |         |         |  |         |         |
| Syllabes consonnantiques |        |         |         |        |          |          |          |          |          |          |          |          | -n |           |           |    |         |         |  |         |         |
| Syllabes consonnantiques | ん     | ン      |         |        |          |          |          |          |          |          |          |          |    |           |           |    |         |         |  |         |         |